# Bernardia kochii
Bernardia kochii är en törelväxtart som beskrevs av Mcvaugh. Bernardia kochii ingår i släktet Bernardia och familjen törelväxter. Inga underarter finns listade i Catalogue of Life.